# Dicranopygium wallisii
Dicranopygium wallisii är en enhjärtbladig växtart som först beskrevs av Eduard August von Regel, och fick sitt nu gällande namn av Gunnar Wilhelm Harling. Dicranopygium wallisii ingår i släktet Dicranopygium och familjen Cyclanthaceae. Inga underarter finns listade.